# Наш герб (монета)
«Наш герб» — пам'ятна монета номіналом 5 гривень, випущена Національним банком України, присвячена державному гербу України. Тризуб як знак Київської держави Володимира Великого символізує безперервність історичного розвитку Українського народу.
Монету введено в обіг 29 листопада 2022 року. Вона належить до серії «Українська держава».

## Опис монети та характеристики
| Номінал грн. | Метал      | Маса, г | Діаметр, мм | Якість виготовлення       | Гурт     | Тираж, штук |
| ------------ | ---------- | ------- | ----------- | ------------------------- | -------- | ----------- |
| 5            | нейзильбер | 16,54   | 35,0        | спеціальний анциркулейтед | рифлений | 75 000      |

### Аверс

Герб України

На аверсі монети угорі — малий Державний Герб України, золотий тризуб на синьому щиті (використано тамподрук); на тлі променів — стилізований Знак Княжої Держави Володимира Великого, зображення якого відтворює схему побудови тризуба; ліворуч написи: «2022/УКРАЇНА/5» і графічний символ гривні «/НАШ/ГЕРБ»; логотип Банкнотно-монетного двору Національного банку України (унизу).

### Реверс
На реверсі в обрамленні променів розміщено композицію із тризубів, що символізує наш історичний спадок — від витоків, двозуба Святослава Хороброго, знаків на златниках та срібляниках, через знаки періоду Визвольних змагань 1917—1921 років до сучасного символу держави (латентне зображення); ліворуч напис — «НАШЕ КОРІННЯ».

Весь тираж 75000 монет було випущено у буклетах
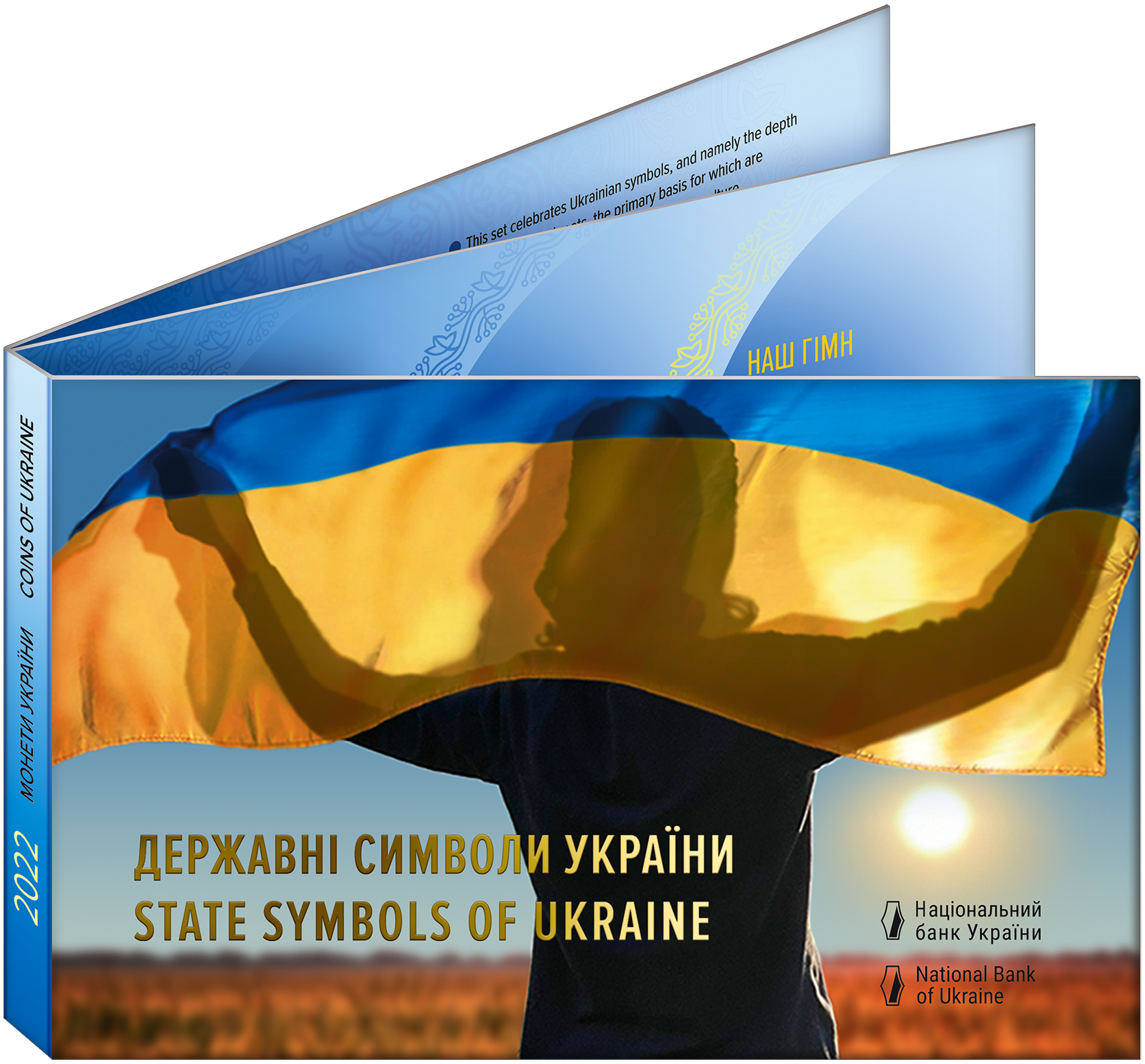
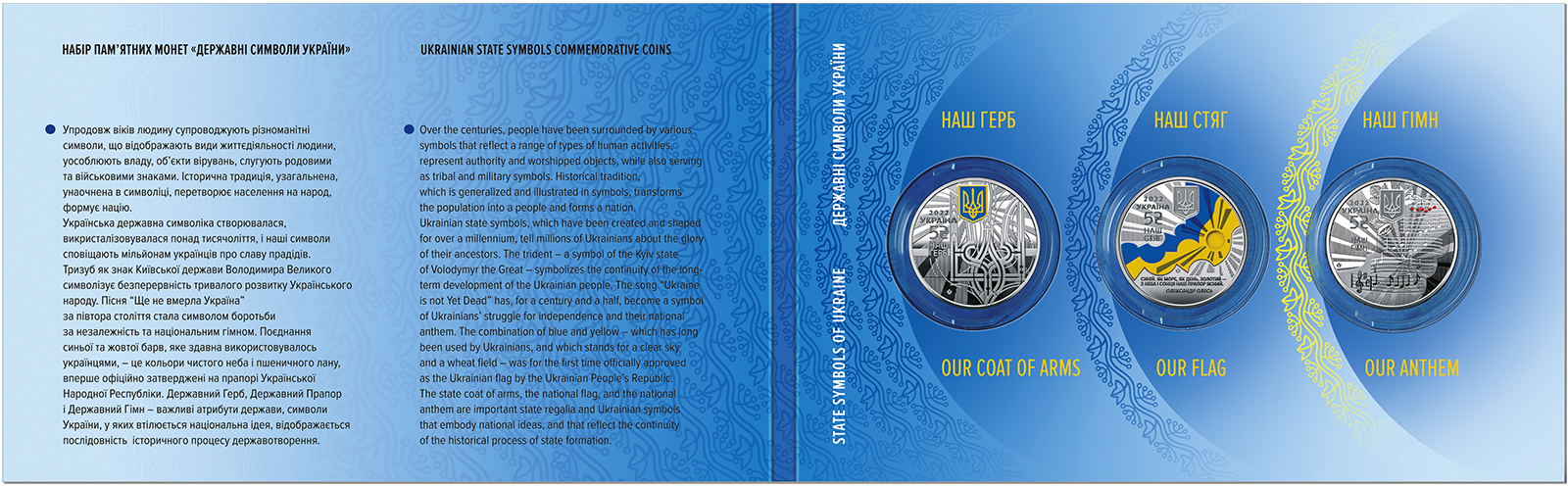
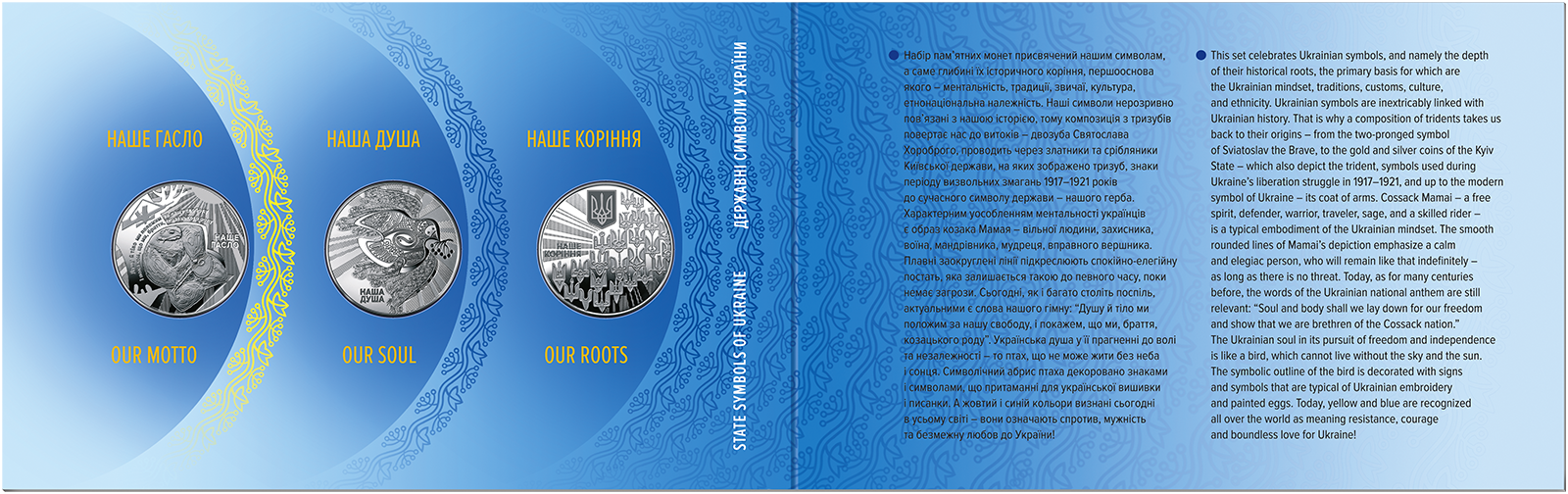

## Автори

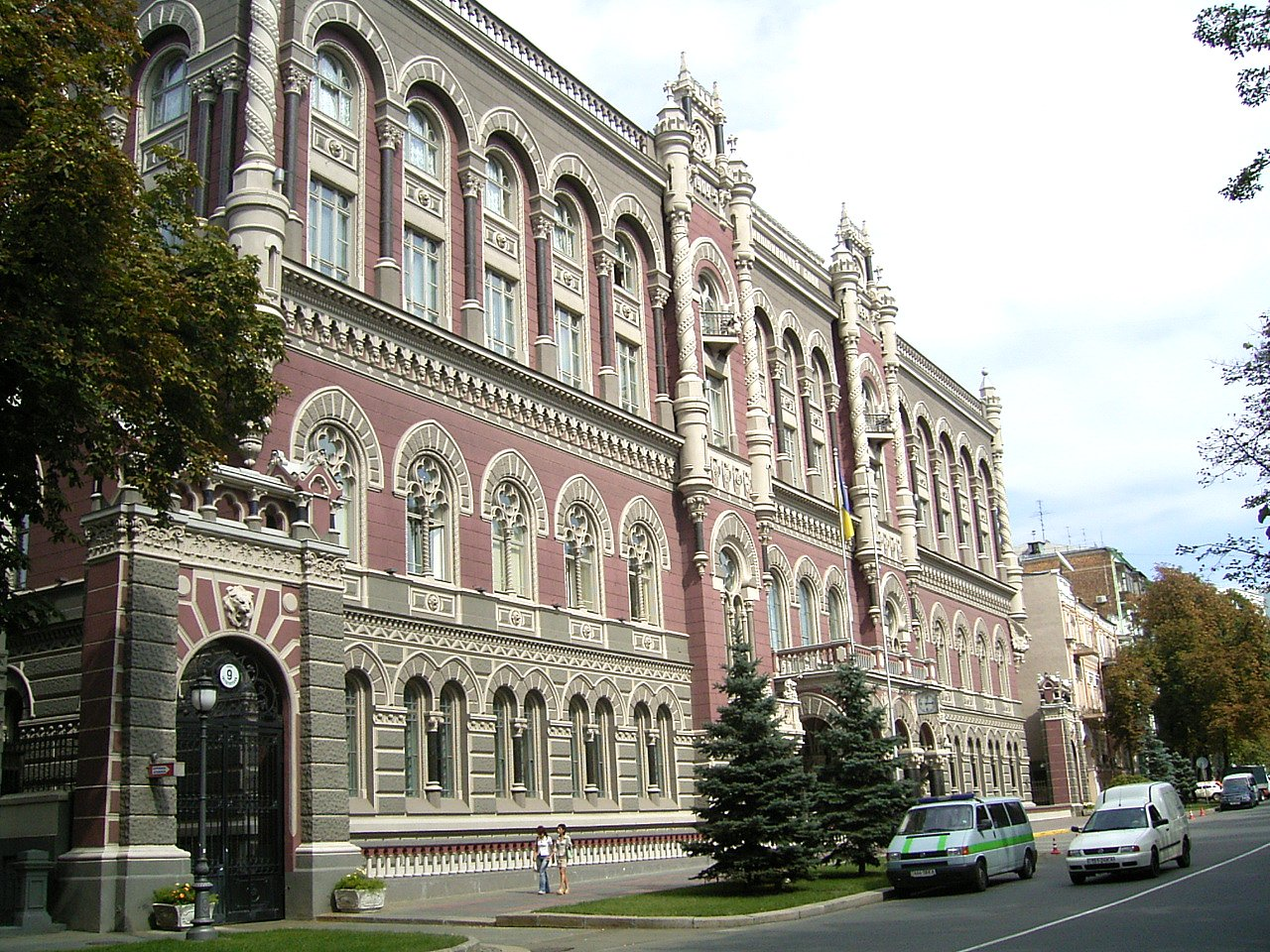
Будівля Національного банку України

- Художники: Таран Володимир, Харук Олександр, Харук Сергій.
- Скульптор — Лук'янов Юрій.

## Вартість монети
Під час введення монети в обіг 2022 року, Національний банк України реалізовував комплект з 3 монет у сувенірній упаковці за ціною 433 гривні (весь тираж у сувенірній упаковці).
Фактична приблизна вартість монети з роками змінювалася так:
| Рік        | 2023 | 2024 | 2025 |
| ---------- | ---- | ---- | ---- |
| Ціна, грн. | 220  | 400  | 450  |